# Rowdy Gaines
Ambrose "Rowdy" Gaines IV (Winter Haven, 17 de fevereiro de 1959) é um nadador norte-americano, ganhador de três medalhas de ouro em Jogos Olímpicos.
Tentou sem sucesso outros esportes. Virou nadador na high school (ensino médio norte-americano) onde melhorou rapidamente, e foi-lhe oferecida uma bolsa para nadar pela Universidade de Auburn. Em Auburn, tornou-se cinco vezes campeão da NCAA.
Durante um período de quatro anos, Gaines deteve onze recordes mundiais e, se os Estados Unidos não tivessem boicotado as Olimpíadas de Moscou em 1980, ele teria sido um favorito para ganhar várias medalhas no evento. Após graduar-se em Auburn, em 1981, ele parou de nadar durante vários meses, pensando que ele tinha perdido a sua oportunidade de ser medalhista olímpico, mas seu pai o fez voltar. 
Nos Jogos de Los Angeles em 1984, não era o favorito devido aos seus tempos, mas conquistou três medalhas de ouro.
Em agosto de 1991, Gaines esteve temporariamente paralisado, com síndrome de Guillain-Barré. Após dois meses internado, ele teve uma surpreendente recuperação total, atribuída em grande parte à sua soberba condição física como um nadador competitivo. Na idade de 35 anos, ainda conseguia obter tempos a nível mundial e teve a chance de tentar ir aos Jogos Olímpicos de Atlanta em 1996. Optou por não competir nas eliminatórias para Atlanta, e continuar sua carreira como um comentarista de natação na televisão NBC, transmitindo os Jogos.
Foi recordista mundial dos 50 metros livres em 10 de abril de 1980, dos 100 metros livres entre 1981 e 1985, e dos 200 metros livres entre 1980 e 1983.
Foi eleito "Nadador do Ano" pela revista Swimming World Magazine em 1980.